# Rotstekeningen van Qurta
De rotstekeningen van Qurta (ook geschreven als Qortah of Qurteh) zijn petrogliefen in Egypte, gelegen in Nubische zandsteenformaties aan de oostelijke oever van de Nijl in de Boven-Nijlvallei van het gouvernement Aswan.
Hoewel al eerder gesignaleerd door Canadese archeologen in de jaren 1960, raakten ze in de vergetelheid tot ze in 2005 door Belgische archeologen werden herontdekt. Omdat enige van de rotstekeningen nog door sedimenten waren bedekt, konden onderzoekers van de Universiteit Gent met behulp van optisch gestimuleerde luminescentiedatering (OSL) vaststellen dat de rotstekeningen minimaal 15.000 jaar oud waren, en mogelijk zelfs tussen de 17.000 en 19.000 jaar oud. Dit dateert de Qurta-petrogliefen uit het laatpaleolithicum, en maakt ze het eerste bekende en oudste voorbeeld van kunst uit het Pleistoceen in Noord-Afrika.
De rotstekeningen tonen oerossen, vogels, nijlpaarden, gazellen, hartebeesten, vissen, enkele onbepaalde wezens ("monsters" of hybriden) en gestileerde menselijke figuren. In totaal zijn 185 individuele figuren geïdentificeerd. 